# Rondo kropelkowe

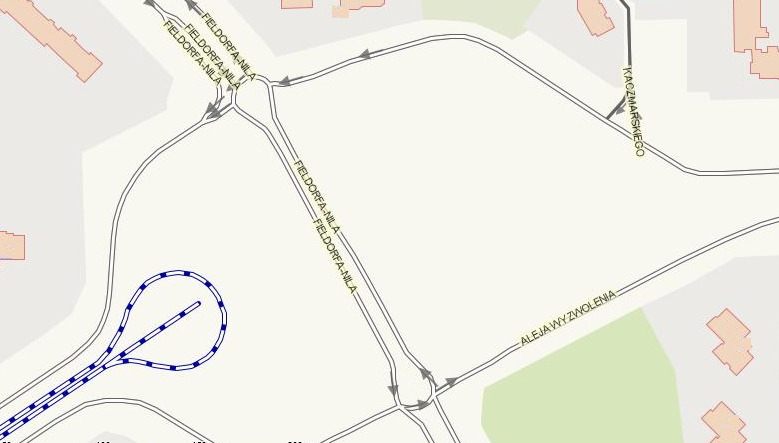
Przykład ronda kropelkowego - ul. Fieldorfa-Nila w Częstochowie

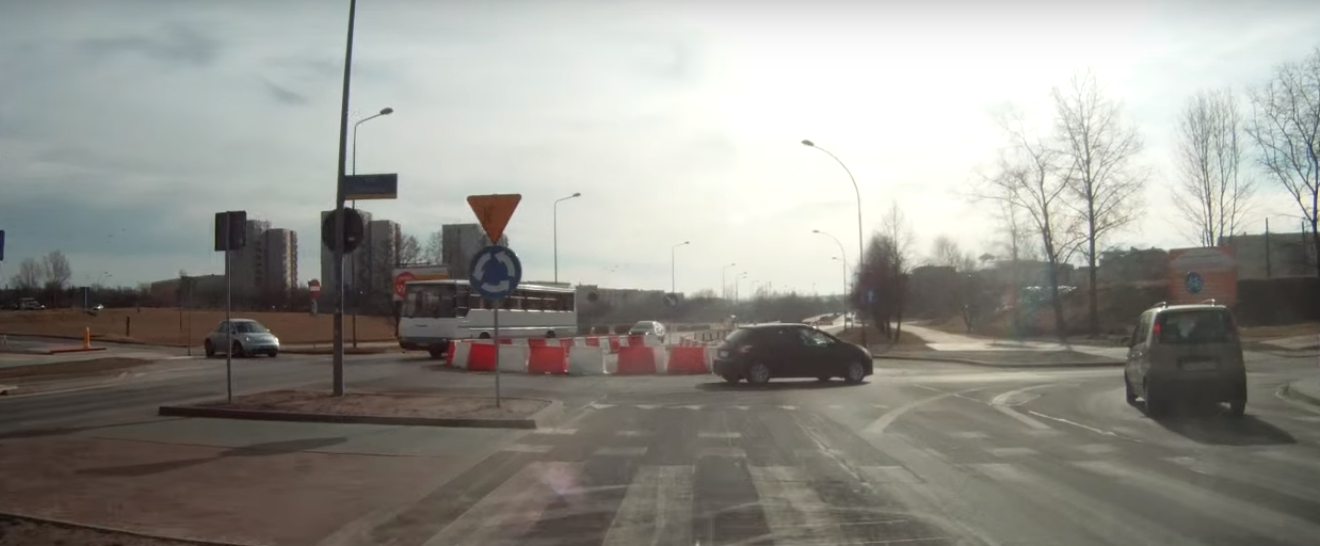
Rondo kropelkowe - Częstochowa, ul. Fieldorfa-Nila

Rondo kropelkowe – rodzaj ronda zaprojektowanego w taki sposób, że przypomina kształtem kroplę. Charakterystyczne dla tego rodzaju ronda jest to, że okrążenie go jest niemożliwe, chyba że jest połączone z drugim rondem kropelkowym, wtedy można go okrążyć objeżdżając dwa naraz.

## Opis
Rondo kropelkowe jest innowacyjnym rozwiązaniem układu pasów ruchu ronda o dwóch lub więcej pasach ruchu. Jest wprowadzane, gdy nie ma możliwości zastosowania zwykłego rodzaju ronda z powodu bardziej złożonego i specyficznego układu dróg. Jest coraz częściej stosowanym rozwiązaniem w Europie, szczególnie w Wielkiej Brytanii i Holandii.
W Polsce istnieje tylko jedno takie rondo – w Częstochowie (50°50′24,39″N 19°07′55,10″E/50,840108 19,131972; dwa połączone ze sobą ronda kropelkowe), wzdłuż ulicy Augusta Fieldorfa-Nila w dzielnicy Północ.